# フレデリック・マリアット

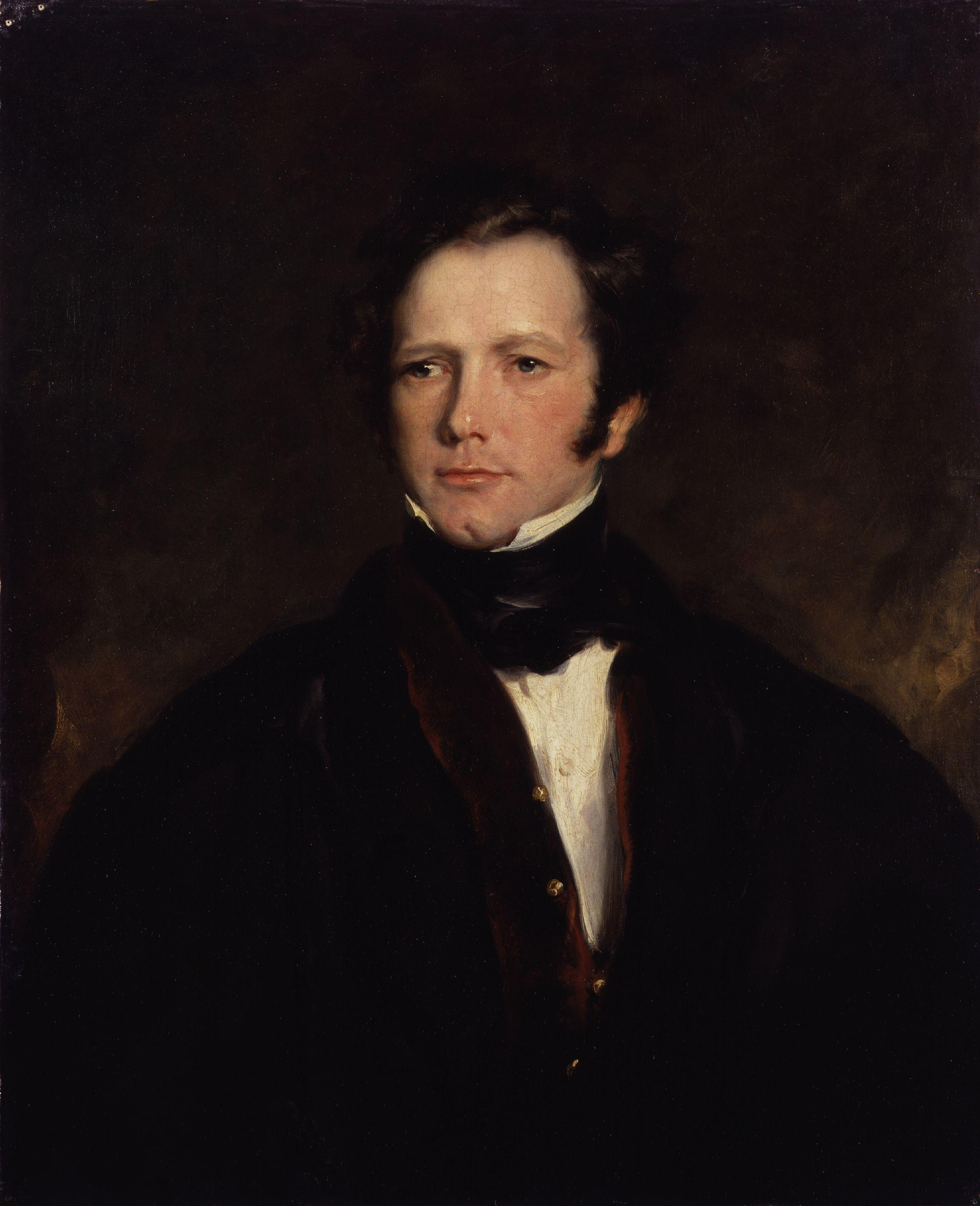
F. マリアット

フレデリック・マリアット（Frederick Marryat、1792年7月10日 - 1848年8月9日）は、イギリスの海軍士官、作家、編集者。

## 略歴
ロンドンに生まれる。ナポレオン戦争たけなわの1806年に士官候補生として英国海軍入りし艦長まで昇進した。1830年に軍を辞し作家、編集者として文筆活動に専念した。作家としては主に海洋冒険小説、児童文学を執筆し、編集者としてはメトロポリタン誌の編集に携わった。

## 軍歴
最初の乗艦はホーンブロワーのモデルの一人とされるトマス・コクラン卿が指揮するフリゲート艦「インペリュース」である（コクラン卿の言動はマリアットの著作にも反映されているとされる）。マリアットはわが身の危険をかえりみずしばしば人命救助を行い表彰されたことがあるほか、ナポレオンが幽閉されたセントヘレナ島警備艦隊に配属され死去の至急報を運ぶ艦船の指揮をとったことなどでも有名である。またかつての敵国フランスより商船信号普及の功績によりレジョンドヌール勲章を授与されてもいる。

## 著作について
作家としては多作であり多くの作品を発表した。しかし邦訳されているものはごく僅かである。作品の評価は「実体験に基づいた他に類をみない迫真の描写」といった賛辞もある反面、「冗長、御都合主義」などといった批判も存在している。
- 『ピーター・シムプル』（Peter Simple）、1833年、伊藤俊男訳、岩波書店、上巻 ISBN 4003228812 中巻 ISBN 4003228820 下巻 ISBN 4003228839
- 『ハルツ山のひとおおかみ』、白木茂訳、『少年少女講談社文庫A-24　怪談(2)』（1972年）収録、講談社（The Phantom Ship(1839)の第39章を子供向けに書き直したもの。）
- 『世界大ロマン全集 38 怪奇小説傑作集 II』、江戸川乱歩編、宇野利泰訳（1958年）に「人狼」(The Werewolves)が収録